# Ludwig Fröhlich von Elmbach
Ludwig svobodný pán Fröhlich z Elmbachu (německy Ludwig Georg Andreas Mathias Freiherr Fröhlich von Elmbach und von Groara) (24. února 1823 Nový Jičín – 12. listopadu 1902 Vídeň) byl rakousko-uherský generál. V c. k. armádě sloužil od roku 1845 a zúčastnil se několika válečných tažení, později se uplatnil jako štábní důstojník. V letech 1872–1876 byl ředitelem Tereziánské vojenské akademie a nakonec byl posledním velitelem pevnosti v Olomouci před jejím zrušením (1881–1887). V armádě dosáhl druhé nejvyšší hodnosti polního zbrojmistra (1887) a po odchodu do výslužby byl povýšen do stavu svobodných pánů (1898).

## Životopis

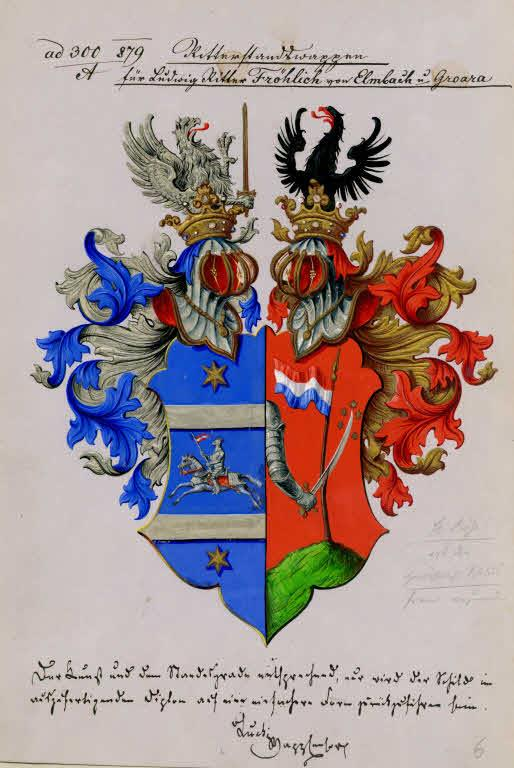
Erbovní listina Ludwiga Fröhlicha při udělení šlechtického titulu rytíře (1879)

Pocházel z rodiny c. k. plukovníka Josefa Fröhlicha (1767–1830) povýšeného v roce 1824 do šlechtického stavu. Ludwig se narodil jako nejmladší ze šesti sourozenců, studoval na Tereziánské vojenské akademii ve Vídeňském Novém Městě a do armády vstoupil v roce 1845 jako poručík u 21. pěšího pluku dislokovaného v Chrudimi, štáb pluku tehdy sídlil v Miláně. Během revolučních let 1848–1849 bojoval v Itálii a rychle postupoval v hodnostech (nadporučík 1848, rytmistr 1849). V Itálii pak působil jako štábní důstojník, v roce 1859 byl v hodnosti majora sekčním šéfem u zemského velitelství v Brně, respektive náčelníkem štábu u 4. armádního sboru (1859–1862). V roce 1865 byl již plukovníkem a za prusko-rakouské války zastával funkci náčelníka štábu 6. armádního sboru. Po válce byl náčelníkem štábu zemského velitelství v Sedmihradsku.
V roce 1871 byl povýšen do hodnosti generálmajora a stal se velitelem brigády u 12. pěší divize v Krakově. V letech 1872–1876 zastával funkci ředitele Tereziánské vojenské akademie. V roce 1876 byl povýšen do hodnosti polního podmaršála a převzal velení 13. pěší divize v Budapešti, později byl přeložen jako velitel 5. pěší divize do Olomouce. Nakonec byl v letech 1881–1887 velitelem olomoucké pevnosti. Byl posledním v této funkci, protože olomoucké opevnění bylo v té době již postupně likvidováno a nakonec císařským výnosem z roku 1886 byl zrušen statut pevnosti v Olomouci. K datu 1. srpna 1887 byl penzionován a při té příležitosti obdržel titulární hodnost polního zbrojmistra.

## Tituly a ocenění
Od narození užíval prostý šlechtický titul, který získal jeho otec. V roce 1879 získal titul rytíře a nakonec byl v roce 1898 povýšen do stavu svobodných pánů. Od roku 1885 byl čestným majitelem pěšího pluku č. 91 dislokovaného v Českých Budějovicích. Během vojenské služby získal vyznamenání v Rakousku-Uhersku i od zahraničních panovníků.
- Vojenský záslužný kříž s válečnou dekorací (1850, Rakousko)
- Řád železné koruny III. třídy  s válečnou dekorací (1866, Rakousko)
- komandérský kříž Leopoldova řádu (1886, Rakousko-Uhersko)

- Řád sv. Stanislava I. třídy (Rusko)
- Řád pruské koruny II. třídy (Německo)
- komandérský kříž Řádu Fridrichova (Württembersko)
- komandérský kříž Řádu Filipa Velkomyslného (Hesensko)

Jeho jméno nesla v letech 1879–1918 ulice Fröhlichgasse v rodném Novém Jičíně (dnešní Nerudova).

## Rodina
Během své služby v Brně se zde v roce 1861 oženil s Emilií Wittingovou (1841–1902), dcerou zemského soudního rady Josefa Wittinga. Z manželství se narodili dva synové, Julius (1865–1905) a Rudolf (1868–1929), oba byli důstojníky c. k. armády. Mladší syn Rudolf se sňatkem s Klementinou Klobusovou spříznil s rodinou generála Huga Klobuse.
Ludwigovi starší bratři Johann (1804–1876), Leopold (1806–1873) a Ferdinand (1814–1893) sloužili také v armádě a všichni dosáhli hodnosti podplukovníka. K potomstvu bratra Leopolda patřil jeho vnuk Claudius Czibulka (1862–1931), který byl také rodákem z Nového Jičína a v armádě dosáhl hodnosti generála pěchoty. 